# Олена Любенко
Олена Любенко (нар. 1981 р., Буча, Київська область) — українська літературознавиця, перекладачка художньої літератури та кіно («Клуб сімейного дозвілля», «Студія дубляжу 1+1»), редакторка, філолог, викладачка української мови як іноземної («Києво-Могилянська Академія») Автор перекладу циклу «Темна вежа» Стівена Кінга, а також інших романів письменника — «Зона покриття», «Країна розваг», «Відродження» тощо та роману Карін Слотер «Лють». Також, за словами колег, Олена Любенко якісно перекладає бізнес-літературу (у «Основах» вийшов її переклад «Як стати мільярдером» Мітча Коена та Джона Свекли).

### Статті
Олена Любенко. «Плід натхнення, праці та неврозів». Київ: Критика 2005/11 (97)

### Переклади з англійської
- Карін Слотер «Лють». — Харків: Клуб сімейного дозвілля, 2012.
- Девід Мітчелл. Тисяча осеней Якоба де Зута. Пер. з англ. Олена Любенко. — Харків: видавництво Жорж, 2023. — 588 с.
- Стівен Кінг. Крістіна. Пер. з англ. Олена Любенко. — Харків: Клуб сімейного дозвілля, 2011, 2016, 2021.
- Стівен Кінг. Зелена миля. Пер. з англ. Олена Любенко. — Харків: Клуб сімейного дозвілля, 2018, 2020, 2023.
- Стівен Кінг. Чотири сезони. Пер. з англ. Олена Любенко. — Харків: Клуб сімейного дозвілля, 2020.
- Стівен Кінг. Згодом. Пер. з англ. Олена Любенко. — Харків: Клуб сімейного дозвілля, 2021.
- Стівен Кінг. Біллі Саммерс Пер. з англ. Олена Любенко. — Харків: Клуб сімейного дозвілля, 2021.
- Стівен Кінг. Переслідуваний. Схудлий. Пер. з англ. Олена Любенко. — Харків: Клуб сімейного дозвілля, 2023.

Серія «Темна Вежа»
- Стівен Кінґ. Темна Вежа I: Шукач. Переклад з англійської: Олена Любенко. Харків: Книжковий Клуб «Клуб Сімейного Дозвілля», 2007. 240 c. ISBN 978-966-343-547-3
  - (2-ге видання) Стівен Кінґ. Темна Вежа I: Шукач. Переклад з англійської: Олена Любенко. Харків: Книжковий Клуб «Клуб Сімейного Дозвілля», 2008. 240 c. ISBN 978-966-343-547-3
  - (3-тє видання) Стівен Кінґ. Темна Вежа I: Шукач. Переклад з англійської: Олена Любенко. Харків: Книжковий Клуб «Клуб Сімейного Дозвілля», 2015. 237 c. ISBN 978-966-14-4627-3
- Стівен Кінґ. Темна вежа II: Крізь час. Переклад з англійської: Олена Любенко. Харків: Книжковий Клуб «Клуб Сімейного Дозвілля», 2007. 464 с. ISBN 978-966-343-691-3
  - (2-ге видання) Стівен Кінґ. Темна вежа II: Крізь час. Переклад з англійської: Олена Любенко. Харків: Книжковий Клуб «Клуб Сімейного Дозвілля», 2008. 464 с. ISBN 978-966-343-691-3
  - (3-тє видання)Стівен Кінґ. Темна вежа II: Крізь час. Переклад з англійської: Олена Любенко. Харків: Книжковий Клуб «Клуб Сімейного Дозвілля», 2013. 459 с. ISBN 978-966-14-5070-6
- Стівен Кінґ. Темна вежа III: Загублена земля. Переклад з англійської: Олена Любенко. Харків: Книжковий Клуб «Клуб Сімейного Дозвілля», 2007. 576 с. ISBN 978-966-343-953-2
  - (2-ге видання) Стівен Кінґ. Темна вежа III: Загублена земля. Переклад з англійської: Олена Любенко. Харків: Книжковий Клуб «Клуб Сімейного Дозвілля», 2013. 571 с. ISBN 978-966-14-5284-7
  - (3-тє видання) Стівен Кінґ. Темна вежа III: Загублена земля. Переклад з англійської: Олена Любенко. Харків: Книжковий Клуб «Клуб Сімейного Дозвілля», 2015. 573 с. ISBN 978-966-14-5284-7
- Стівен Кінґ. Темна вежа IV: Чаклун та сфера. Переклад з англійської: Олена Любенко. Харків: Книжковий Клуб «Клуб Сімейного Дозвілля», 2009. 784 с. ISBN 978-966-14-0159-9-3
  - (2-ге видання) Стівен Кінґ. Темна вежа IV: Чаклун та сфера. Переклад з англійської: Олена Любенко. Харків: Книжковий Клуб «Клуб Сімейного Дозвілля», 2009. 784 с. ISBN 978-966-14-0159-9-3
  - (3-ге видання) Стівен Кінґ. Темна вежа IV: Чаклун та сфера. Переклад з англійської: Олена Любенко. Харків: Книжковий Клуб «Клуб Сімейного Дозвілля», 2015. 781 с. ISBN 978-966-14-0159-3
- Стівен Кінґ. Темна вежа V: Вовки Кальї. Переклад з англійської: Олена Любенко. Харків: Книжковий Клуб «Клуб Сімейного Дозвілля», 2010. 720 с. ISBN 978-966-14-0584-3
  - (2-ге видання) Стівен Кінґ. Темна вежа V: Вовки Кальї. Переклад з англійської: Олена Любенко. Харків: Книжковий Клуб «Клуб Сімейного Дозвілля», 2015. 717 с. ISBN 978-966-14-0584-3
- Стівен Кінґ. Темна вежа VII: Темна вежа . Переклад з англійської: Олена Любенко; художник: О. Семякін. Харків: Книжковий Клуб «Клуб Сімейного Дозвілля», 2010. 779 с. ISBN 978-966-14-9650-6
  - (2-ге видання) Стівен Кінґ. Темна вежа VII: Темна вежа. Переклад з англійської: Олена Любенко; художник: О. Семякін. Харків: Книжковий Клуб «Клуб Сімейного Дозвілля», 2015. 880 с. ISBN 978-966-14-9650-6
- Стівен Кінґ. Темна Вежа: Вітер у замкову шпарину. Переклад з англійської: Олена Любенко; художник: О. Семякін. Харків: Книжковий Клуб «Клуб Сімейного Дозвілля», 2013. 347 с. ISBN 978-966-14-4259-6

Серія «Дім дивний дітей»
- Ренсом Ріґґз. Місто порожніх. Втеча з Дому дивних дітей. Пер. з анг. Олена Любенко. — Харків: КСД, 2014. — 380 с. ISBN 978-966-14-7674-4[4]
- Ренсом Ріґґз «Бібліотека душ. Немає виходу з дому дивних дітей» Пер. з анг. Олена Любенко. — Харків: КСД, 2016. — 480 с. ISBN 978-617-12-0839-1[5]
- Ренсом Ріґґз. «Казки про дивних». Пер. з анг. Олена Любенко. — Харків: КСД, 2017. — 192 с. ISBN 978-617-12-3179-5[6]

Нонфікшн
- Річ Карлгаард. Людський фактор. Секрети тривалого успіху видатних компаній. — Київ: Книголав, 2017.
- Раян Голідей. Его — це ворог. — Київ: Наш Формат, 2019.
- Стівен Пінкер. Просвітництво сьогодні. Аргументи на користь розуму, науки та прогресу. — Київ: Наш Формат, 2019.
- Вівек Мурті. Самотність. Сила лдських стосунків. — Київ: Лабораторія, 2020.
- Роберт Сапольскі. Біологія поведінки. Причини доброго і поганого в нас. — Київ: Наш Формат, 2021.
- Деніел Ліберман. Фізична (не)активність. Що насправді робить нас здоровими? Пер. Олени Любенко. – Київ, Лабораторія, 2021. – 432 с. ISBN 978-617-7965-70-0